# Rada Języka Norweskiego
Rada Języka Norweskiego (norw. Språkrådet, dosł. Rada Językowa) – autorytatywne gremium zajmujące się regulacją języka norweskiego, składające się z dwudziestu osób. Powstała w efekcie wydania w 1972 roku ustawy o Radzie Języka Norweskiego. Najważniejszą jej publikacją jest „Språknytt” („Nowości Językowe”). 
Zadaniami Rady są:
- ochrona kulturalnego dziedzictwa reprezentowanego przez norweski język pisany i mówiony
- promowanie inicjatyw mających na celu poprawę wiedzy na temat języka norweskiego, jego historii i zróżnicowania
- promowania tolerancji i wzajemnego szacunku wśród wszystkich użytkowników języka norweskiego, niezależnie od dialektu.

Rada udziela porad w sprawach dotyczących użycia języka norweskiego (stosowania go w szkołach, w Norsk Rikskringkasting oraz w organach rządzących krajem), wyjaśnia ewentualne problemy związane ze sposobem zapisu języka i nazwami geograficznymi, proponuje regulacje w sprawach dotyczących językowych, a także promuje i uczestniczy w skandynawskim projekcie współpracy językowej.
Rada ściśle współpracuje ze swoimi odpowiednikami w pozostałych krajach skandynawskich (Dansk Sprognævn w Danii i Svenska språkrådet w Szwecji), aby nie dopuścić do sytuacji, w której języki te, obecnie wzajemnie zrozumiałe, zaczęłyby się zbyt różnić.